# Luftbro
En luftbro är kontinuerliga flygtransporter i stor skala till visst område eller plats. Termen ska ha myntats under Berlinblockaden 1948–49 då västmakterna på detta sätt försörjde Västberlin via Västberlins luftkorridor.
En luftbro inrättades efter katastrofen i Sydostasien.

## Kända luftbroar
- 1942–1945: Puckeln ("Hump Trail", Indien–Myanmar–Kina under andra världskriget)[1]
- 1948–1949: Berlins luftbro under Berlinblockaden
- 1975: Operation Frequent Wind, evakuering av den amerikanska ambassaden i Saigon.
- 2004: Luftbro i samband med Jordbävningen i Indiska oceanen.